# Gråborg
 Der er for få eller ingen kildehenvisninger i denne artikel, hvilket er et problem. Du kan hjælpe ved at angive troværdige kilder til de påstande, som fremføres i artiklen.

Gråborg, der tidligere er kaldt Backaborg, i Mørbylånga kommune, er Ölands største jernalderborg. Den består en rund ringmur, der er cirka 4 m høj med en samlet længde på omkring 640 m og ca. 210 gange 160 meter stor. Den ældste del er fra omkring 500-tallet, men murene er formentlig i 1100-tallet bygget både højere og tykkere, hvor også de murede portbygninger blev opført. Gråborg har haft tre porte, hvoraf der har været tårnbygninger på de to. Inde i selve borgen har man ikke fundet rester af huse eller bygninger. Borgens størrelse viser dog, at det har været centralt, måske en handelsplads.
På borgens område har man gjort mange arkæologiske fund, som nu opbevares på Länsmuseet i Kalmar.
Tæt ved Gråborg ligger ruinerne af Sankt Knuds kapel. Kapellets navn viser, at stedet har haft kontakt med Danmark og de danske Knudsgilder.
Ved Gråborg ligger Borgs by, som siden 1945 er ejet af Kungliga Vitterhetsakademien.
- En af Gråborgs portåbninger.
- Ringmuren på Gråborg set indefra.
- Ruinerne af Sankt Knuds kapel.